# Gran Premio de Japón de Motociclismo
El Gran Premio de Japón de Motociclismo es una carrera de motociclismo de velocidad celebrada en Japón entre los años 1962 y 1967, y luego desde 1987 hasta 2019 y desde 2022. En 2020 y 2021 no se celebró debido a las restricciones por la Pandemia de COVID-19.
La competencia es fecha puntuable del Campeonato Mundial de Motociclismo en casi todas las ediciones; las excepciones fueron en 1962 (ninguna división), 1963 (todas menos 350 cc) y 1964 (todas menos 50 cc).
Las primeras cuatro ediciones se corrieron en el circuito de Suzuka, y las dos siguientes en Fuji Speedway. Ya en la era moderna, el Gran Premio de Japón se corrió en Twin Ring Motegi en 1999 y desde 2004 hasta 2019, y en Suzuka en los restantes años.
El piloto más exitoso en el Gran Premio de Japón es Jim Redman, con seis triunfos. En segundo lugar Marc Márquez con 5 victorias. En tercer lugar empatan Daijirō Katō, Kevin Schwantz y Valentino Rossi, con cuatro victorias cada uno. Además, cuenta para dicho historial, los años en que se realizó el Gran Premio del Pacífico de Motociclismo, que fue realizado en Motegi.

## Ganadores del Gran Premio de Japón de Motociclismo

### Ganadores múltiples (pilotos)
| # Victorias | Piloto            | Victorias | Victorias              |
| # Victorias | Piloto            | Categoría | Años ganador           |
| ----------- | ----------------- | --------- | ---------------------- |
| 6           | Jim Redman        | 350 cc    | 1962, 1963, 1964       |
| 6           | Jim Redman        | 250 cc    | 1962, 1963, 1964       |
| 5           | Marc Márquez      | MotoGP    | 2016, 2018, 2019       |
| 5           | Marc Márquez      | Moto2     | 2012                   |
| 5           | Marc Márquez      | 125 cc    | 2010                   |
| 4           | Kevin Schwantz    | 500 cc    | 1988, 1989, 1991, 1994 |
| 4           | Daijiro Kato      | 250 cc    | 1997, 1998, 2000, 2001 |
| 4           | Valentino Rossi   | MotoGP    | 2002, 2003, 2008       |
| 4           | Valentino Rossi   | 500 cc    | 2001                   |
| 4           | Dani Pedrosa      | MotoGP    | 2011, 2012, 2015       |
| 4           | Dani Pedrosa      | 250 cc    | 2004                   |
| 3           | Mike Hailwood     | 350 cc    | 1965, 1967             |
| 3           | Mike Hailwood     | 250 cc    | 1965                   |
| 3           | Luca Cadalora     | 250 cc    | 1990, 1991, 1992       |
| 3           | Loris Capirossi   | MotoGP    | 2005, 2006, 2007       |
| 3           | Mika Kallio       | 250 cc    | 2007                   |
| 3           | Mika Kallio       | 125 cc    | 2005, 2006             |
| 3           | Jorge Lorenzo     | MotoGP    | 2009, 2013, 2014       |
| 3           | Álex Márquez      | Moto2     | 2017                   |
| 3           | Álex Márquez      | Moto3     | 2013, 2014             |
| 2           | Tommy Robb        | 125 cc    | 1962                   |
| 2           | Tommy Robb        | 50 cc     | 1962                   |
| 2           | Luigi Taveri      | 50 cc     | 1963, 1965             |
| 2           | Ralph Bryans      | 250 cc    | 1967                   |
| 2           | Ralph Bryans      | 50 cc     | 1964                   |
| 2           | Bill Ivy          | 125 cc    | 1966, 1967             |
| 2           | Wayne Rainey      | 500 cc    | 1990, 1993             |
| 2           | Ralf Waldmann     | 250 cc    | 1995                   |
| 2           | Ralf Waldmann     | 125 cc    | 1992                   |
| 2           | Mick Doohan       | 500 cc    | 1992, 1997             |
| 2           | Max Biaggi        | 500 cc    | 1998                   |
| 2           | Max Biaggi        | 250 cc    | 1996                   |
| 2           | Norifumi Abe      | 500 cc    | 1996, 2000             |
| 2           | Masao Azuma       | 125 cc    | 1999, 2001             |
| 2           | Hiroshi Aoyama    | 250 cc    | 2005, 2006             |
| 2           | Andrea Iannone    | Moto2     | 2011                   |
| 2           | Andrea Iannone    | 125 cc    | 2009                   |
| 2           | Johann Zarco      | Moto2     | 2015                   |
| 2           | Johann Zarco      | 125 cc    | 2011                   |
| 2           | Thomas Lüthi      | Moto2     | 2014, 2016             |
| 2           | Andrea Dovizioso  | MotoGP    | 2017                   |
| 2           | Andrea Dovizioso  | 125 cc    | 2004                   |
| 2           | Francesco Bagnaia | MotoGP    | 2024                   |
| 2           | Francesco Bagnaia | Moto2     | 2018                   |

### Ganadores múltiples (constructores)
| # Victorias | Constructor | Victorias | Victorias                                                                                            |
| # Victorias | Constructor | Categoría | Años ganador                                                                                         |
| ----------- | ----------- | --------- | --- |
| 55          | Honda       | MotoGP    | 2002, 2003, 2004, 2011, 2012, 2015, 2016, 2018, 2019                                                 |
| 55          | Honda       | 500 cc    | 1992, 1997, 1998, 2001                                                                               |
| 55          | Honda       | 350 cc    | 1962, 1963, 1964, 1967                                                                               |
| 55          | Honda       | 250 cc    | 1962, 1963, 1964, 1965, 1967, 1987, 1988, 1991, 1992, 1994, 1995, 1997, 1998, 2000, 2001, 2004, 2005 |
| 55          | Honda       | 125 cc    | 1962, 1989, 1990, 1991, 1992, 1993, 1994, 1995, 1997, 1999, 2001, 2004                               |
| 55          | Honda       | Moto3     | 2014, 2015, 2016, 2017, 2019, 2023                                                                   |
| 55          | Honda       | 50 cc     | 1962, 1963, 1964, 1965                                                                               |
| 18          | Yamaha      | MotoGP    | 2008, 2009, 2013, 2014                                                                               |
| 18          | Yamaha      | 500 cc    | 1987, 1990, 1993, 1996, 2000                                                                         |
| 18          | Yamaha      | 350 cc    | 1966                                                                                                 |
| 18          | Yamaha      | 250 cc    | 1966, 1989, 1990, 1993, 1999, 2002                                                                   |
| 18          | Yamaha      | 125 cc    | 1966, 1967                                                                                           |
| 11          | Suzuki      | 500 cc    | 1988, 1989, 1991, 1994, 1995, 1999                                                                   |
| 11          | Suzuki      | 125 cc    | 1963, 1964, 1965                                                                                     |
| 11          | Suzuki      | 50 c      | 1966, 1967                                                                                           |
| 10          | Aprilia     | 250 cc    | 1996, 2003, 2009                                                                                     |
| 10          | Aprilia     | 125 cc    | 1996, 1998, 2002, 2003, 2007, 2008, 2009                                                             |
| 9           | Kalex       | Moto2     | 2013, 2015, 2016, 2017, 2018, 2019, 2022, 2023, 2024                                                 |
| 8           | Ducati      | MotoGP    | 2005, 2006, 2007, 2010, 2017, 2022, 2023, 2024                                                       |
| 7           | KTM         | 250 cc    | 2006, 2007                                                                                           |
| 7           | KTM         | Moto3     | 2012, 2013, 2018                                                                                     |
| 7           | KTM         | 125 cc    | 2005, 2006                                                                                           |
| 3           | Derbi       | 125 cc    | 2000, 2010, 2011                                                                                     |
| 3           | Suter       | Moto2     | 2011, 2012, 2014                                                                                     |

### Por año
Nota: las carreras fuera del Campeonato Mundial de Motociclismo tienen fondo rosa.
| Año  | Circuito | Moto3                           | Moto3                           | Moto2                           | Moto2                           | MotoGP                          | MotoGP                          |                                 |
| Año  | Circuito | Piloto                          | Constructor                     | Piloto                          | Constructor                     | Piloto                          | Constructor                     |                                 |
| ---- | -------- | ------------------------------- | ------------------------------- | ------------------------------- | ------------------------------- | ------------------------------- | ------------------------------- | ------------------------------- |
| 2024 | Motegi   | David Alonso                    | CFMoto                          | Manuel González                 | Kalex                           | Francesco Bagnaia               | Ducati                          |                                 |
| 2023 | Motegi   | Jaume Masiá                     | Honda                           | Somkiat Chantra                 | Kalex                           | Jorge Martín                    | Ducati                          |                                 |
| 2022 | Motegi   | Izan Guevara                    | Gas Gas                         | Ai Ogura                        | Kalex                           | Jack Miller                     | Ducati                          |                                 |
| 2021 | Motegi   | Ediciones canceladas - COVID-19 | Ediciones canceladas - COVID-19 | Ediciones canceladas - COVID-19 | Ediciones canceladas - COVID-19 | Ediciones canceladas - COVID-19 | Ediciones canceladas - COVID-19 | Ediciones canceladas - COVID-19 |
| 2020 | Motegi   | Ediciones canceladas - COVID-19 | Ediciones canceladas - COVID-19 | Ediciones canceladas - COVID-19 | Ediciones canceladas - COVID-19 | Ediciones canceladas - COVID-19 | Ediciones canceladas - COVID-19 | Ediciones canceladas - COVID-19 |
| 2019 | Motegi   | Lorenzo Dalla Porta             | Honda                           | Luca Marini                     | Kalex                           | Marc Márquez                    | Honda                           |                                 |
| 2018 | Motegi   | Marco Bezzecchi                 | KTM                             | Francesco Bagnaia               | Kalex                           | Marc Márquez                    | Honda                           |                                 |
| 2017 | Motegi   | Romano Fenati                   | Honda                           | Álex Márquez                    | Kalex                           | Andrea Dovizioso                | Ducati                          |                                 |
| 2016 | Motegi   | Enea Bastianini                 | Honda                           | Thomas Luthi                    | Kalex                           | Marc Márquez                    | Honda                           |                                 |
| 2015 | Motegi   | Niccolò Antonelli               | Honda                           | Johann Zarco                    | Kalex                           | Daniel Pedrosa                  | Honda                           |                                 |
| 2014 | Motegi   | Álex Márquez                    | Honda                           | Thomas Luthi                    | Suter                           | Jorge Lorenzo                   | Yamaha                          |                                 |
| 2013 | Motegi   | Álex Márquez                    | KTM                             | Pol Espargaro                   | Kalex                           | Jorge Lorenzo                   | Yamaha                          |                                 |
| 2012 | Motegi   | Danny Kent                      | KTM                             | Marc Márquez                    | Suter                           | Daniel Pedrosa                  | Honda                           |                                 |
| Año  | Circuito | 125 cc                          | 125 cc                          | Moto2                           | Moto2                           | MotoGP                          | MotoGP                          |                                 |
| Año  | Circuito | Piloto                          | Constructor                     | Piloto                          | Constructor                     | Piloto                          | Constructor                     |                                 |
| 2011 | Motegi   | Johann Zarco                    | Derbi                           | Andrea Iannone                  | Suter                           | Daniel Pedrosa                  | Honda                           |                                 |
| 2010 | Motegi   | Marc Márquez                    | Derbi                           | Toni Elías                      | Moriwaki                        | Casey Stoner                    | Ducati                          |                                 |
| Año  | Circuito | 125 cc                          | 125 cc                          | 250 cc                          | 250 cc                          | MotoGP                          | MotoGP                          |                                 |
| Año  | Circuito | Piloto                          | Constructor                     | Piloto                          | Constructor                     | Piloto                          | Constructor                     |                                 |
| 2009 | Motegi   | Andrea Iannone                  | Aprilia                         | Álvaro Bautista                 | Aprilia                         | Jorge Lorenzo                   | Yamaha                          |                                 |
| 2008 | Motegi   | Stefan Bradl                    | Aprilia                         | Marco Simoncelli                | Gilera                          | Valentino Rossi                 | Yamaha                          |                                 |
| 2007 | Motegi   | Mattia Pasini                   | Aprilia                         | Mika Kallio                     | KTM                             | Loris Capirossi                 | Ducati                          |                                 |
| 2006 | Motegi   | Mika Kallio                     | KTM                             | Hiroshi Aoyama                  | KTM                             | Loris Capirossi                 | Ducati                          |                                 |
| 2005 | Motegi   | Mika Kallio                     | KTM                             | Hiroshi Aoyama                  | Honda                           | Loris Capirossi                 | Ducati                          |                                 |
| 2004 | Motegi   | Andrea Dovizioso                | Honda                           | Daniel Pedrosa                  | Honda                           | Makoto Tamada                   | Honda                           |                                 |
| 2003 | Suzuka   | Stefano Perugini                | Aprilia                         | Manuel Poggiali                 | Aprilia                         | Valentino Rossi                 | Honda                           |                                 |
| 2002 | Suzuka   | Arnaud Vincent                  | Aprilia                         | Osamu Miyazaki                  | Yamaha                          | Valentino Rossi                 | Honda                           |                                 |
| Año  | Circuito | 125c c                          | 125c c                          | 250 cc                          | 250 cc                          | 500 cc                          | 500 cc                          |                                 |
| Año  | Circuito | Piloto                          | Constructor                     | Piloto                          | Constructor                     | Piloto                          | Constructor                     |                                 |
| 2001 | Suzuka   | Masao Azuma                     | Honda                           | Daijiro Kato                    | Honda                           | Valentino Rossi                 | Honda                           |                                 |
| 2000 | Suzuka   | Youichi Ui                      | Derbi                           | Daijiro Kato                    | Honda                           | Norifumi Abe                    | Yamaha                          |                                 |
| 1999 | Motegi   | Masao Azuma                     | Honda                           | Shinya Nakano                   | Yamaha                          | Kenny Roberts, Jr.              | Suzuki                          |                                 |
| 1998 | Suzuka   | Kazuto Sakata                   | Aprilia                         | Daijiro Kato                    | Honda                           | Max Biaggi                      | Honda                           |                                 |
| 1997 | Suzuka   | Noboru Ueda                     | Honda                           | Daijiro Kato                    | Honda                           | Michael Doohan                  | Honda                           |                                 |
| 1996 | Suzuka   | Masaki Tokudome                 | Aprilia                         | Max Biaggi                      | Aprilia                         | Norifumi Abe                    | Yamaha                          |                                 |
| 1995 | Suzuka   | Haruchika Aoki                  | Honda                           | Ralf Waldmann                   | Honda                           | Daryl Beattie                   | Suzuki                          |                                 |
| 1994 | Suzuka   | Takeshi Tsujimura               | Honda                           | Tadayuki Okada                  | Honda                           | Kevin Schwantz                  | Suzuki                          |                                 |
| 1993 | Suzuka   | Dirk Raudies                    | Honda                           | Tetsuya Harada                  | Yamaha                          | Wayne Rainey                    | Yamaha                          |                                 |
| 1992 | Suzuka   | Ralf Waldmann                   | Honda                           | Luca Cadalora                   | Honda                           | Michael Doohan                  | Honda                           |                                 |
| 1991 | Suzuka   | Noboru Ueda                     | Honda                           | Luca Cadalora                   | Honda                           | Kevin Schwantz                  | Suzuki                          |                                 |
| 1990 | Suzuka   | Hans Spaan                      | Honda                           | Luca Cadalora                   | Yamaha                          | Wayne Rainey                    | Yamaha                          |                                 |
| 1989 | Suzuka   | Ezio Gianola                    | Honda                           | John Kocinski                   | Yamaha                          | Kevin Schwantz                  | Suzuki                          |                                 |
| 1988 | Suzuka   |                                 |                                 | Anton Mang                      | Honda                           | Kevin Schwantz                  | Suzuki                          |                                 |
| 1987 | Suzuka   |                                 |                                 | Masaru Kobayashi                | Honda                           | Randy Mamola                    | Yamaha                          |                                 |

| Año  | Circuito | 50 cc            | 50 cc       | 125&nbs;cc    | 125&nbs;cc  | 250 cc           | 250 cc      | 350 cc        | 350 cc      |
| Año  | Circuito | Piloto           | Constructor | Piloto        | Constructor | Piloto           | Constructor | Piloto        | Constructor |
| ---- | -------- | ---------------- | ----------- | ------------- | ----------- | ---------------- | ----------- | ------------- | ----------- |
| 1967 | Fuji     | Mitsuo Itoh      | Suzuki      | Bill Ivy      | Yamaha      | Ralph Bryans     | Honda       | Mike Hailwood | Honda       |
| 1966 | Fuji     | Yoshimi Katayama | Suzuki      | Bill Ivy      | Yamaha      | Hiroshi Hasegawa | Yamaha      | Phil Read     | Yamaha      |
| 1965 | Suzuka   | Luigi Taveri     | Honda       | Hugh Anderson | Suzuki      | Mike Hailwood    | Honda       | Mike Hailwood | MV Agusta   |
| 1964 | Suzuka   | Ralph Bryans     | Honda       | Ernst Degner  | Suzuki      | Jim Redman       | Honda       | Jim Redman    | Honda       |
| 1963 | Suzuka   | Luigi Taveri     | Honda       | Frank Perris  | Suzuki      | Jim Redman       | Honda       | Jim Redman    | Honda       |
| 1962 | Suzuka   | Tommy Robb       | Honda       | Tommy Robb    | Honda       | Jim Redman       | Honda       | Jim Redman    | Honda       |